# کنگینه
کنگینه ظرف کوچک گِلی و صدف‌گونه‌ای است که خوشه‌های انگور در داخل آن نگهداری می‌شود. این ظرف گِلی صدف‌مانند، توسط باغبانان شمالی افغانستان
(شمال افغانستان) ساخته می‌شود.

## تاریخچه
کنگینه، شیوهٔ کهن نگه‌داشت انگور است که تا هنوز هم تاک‌داران افغانستان، به‌ویژه تاک‌داران کوه‌دامن و شمالی، برای نگهداشت انگورشان تا فصل زمستان ازاین شیوه استفاده می‌کنند.
باغ‌داران شمالی از گذشته‌های دور و دراز به‌منظور این‌که بتوانند در زمستان یا شب‌های نوروز، میوهٔ تازه و مخصوصاً انگور سر سفره‌های‌شان داشته باشند، از روش سُنتی برای نگه‌داری این میوه استفاده می‌کنند.
ذخیره کردن انگورها در گل و کاه، قدمتی دارد که به قرن دوازدهم بازمی‌گردد، ابن العوام، کشاورز اهل سویل، در کتاب کشاورزی خود، به روش لایه‌گذاری انگور با کاه در ظروف شیشه‌ای مهر و موم‌شده با گل یا «کاسه‌هایی از کود گاو» به عنوان یکی از شیوه‌های رایج نگهداری در اندلس اشاره کرده است.

## خاستگاه
ساخت کنگینه در شمال افغانستان به‌ویژه در کوه‌دامن (شهرستان‌های شمال کابل) کاربرد دارد و جزو فرهنگ قومی تاجیک‌های دشت شمالی به‌شمار می‌رود.
باغ‌داران شمالی از آغاز فصل بهار تا نیمه‌های فصل پاییز، همه‌روزه از طلوع تا غروب با عشق وعلاقه سرگرم پرورش انگور اند؛ تا بتوانند این میوه‌های تاکستان‌های خویش‌را، به‌درون آن صدف‌گونه‌های گِلین تعبیه نموده و در موسم سرمای سال نیز به استقبال عابران و هم‌میهنان خویش در دوسوی خطوط گذرگاه شمالی بایستند.

## فلسفه نام‌گذاری
برخی‌ها درباب معنای آن گفته‌اند که کنگینه از دو واژه به‌دست آمده است: یکی «کان» که از ریشهٔ کندن گرفته شده است؛ چنان‌که یک معنای «کان» سنگ هم است و واژک دوم آن «گینه» که دگرگونهٔ آن «گونه» یا نوع است. ترکیب هردو جز «کانگونه» می‌شود؛ یعنی سنگ‌گونه که ساخت دیگر آن کنگینه شده است. در واقع کنگینه یعنی یخچال؛ یعنی سردی سنگ را داشتن.

## روش ساخت
برای ساخت کنگینه ابتدا گِل را با کاه سفید مخلوط می‌کنند و رویش آب می‌ریزند تا آماده قالب‌گیری شود و سپس از آن کاسه‌های مخصوص می‌سازند تا انگور داخل آن جا شود. در هر کنگینه ۱ تا ۲ کیلوگرم انگور جا می‌گیرد.

## جایگاه فرهنگی
کنگینه، علاقه‌مندان زیادی دارد؛ نه‌تنها درسطح افغانستان بلکه درسطح کشورهای جهان. به‌گونهٔ مثال: آنگلا مِرکل نخست‌وزیر آلمان درسال ۲۰۱۰ میلادی، هنگام دیدار با سربازان آلمانی در شمال افغانستان، یک کنگینه انگور شمالی را خرید و با سربازان آلمانی آن را خورد و از آن توصیف کرد.

## در ادبیات
کنگینه، درسروده‌های شاعران افغانستان – به‌ویژه شاعران حوزهٔ شمالی – بازتاب گسترده‌ای دارد. استاد محمد افسر رهبین، پرتو نادری، هارون راعون، آریانژاد آژیر، صالح احمدی و شمار دیگری از شاعران، تعبیرهای مختلفی از کنگینه ارایه داده و به توصیف آن پرداخته‌اند:
| باری ز خط اولِ فصلِ مقاومت        |  | شیرین‌ترین حکایتِ تلخانم آرزوست |
| تا در هوای دخترِ رز دست و پا زنم |  | کنگینه‌ای ز لعل بدخشانم آرزوست |
| — محمد افسر رهبین               |  |                               |

| شب من جلوهٔ نوری ندارد |  | که موسی زمان طوری ندارد   |
| شکسته باد دست باغبانی |  | که در کنگینه انگوری ندارد |
| — پرتو نادری          |  |                           |

| شب کهدامنان پر نور بادا |  | لب کنگینه پُر انگور بادا |
| به‌گیتی دشمن تاک شمالی   |  | الهی تا ابد نا بود بادا |
| — آریا نژاد آژی         |  |                         |

| جشن سمنک شیره مهر آیین است   |  | درسفره تان سعادت هفت سین است |
| کنگینه دل را به من تشنه بیار |  | انگور محبت چقدر شیرین است    |
| — هارون راعون                |  |                              |

| چی انگوریست در کنگینهٔ تو |  | دو الماس سیاه گنجینهٔ تو |
| گل لبخند تو در پسته بینم |  | به لبها خندهٔ دیرینهٔ تو  |
| — صالح احمدی             |  |                         |

| زمین خوبه زمین کهنه خوبه |  | میان میوه‌ها کنگینه خوبه |
| میان میوه‌ها کنگینه شیرین |  | میان دختران سبزینه خوبه |
| — دو بیتی هراتی          |  |                         |

## نگارخانه

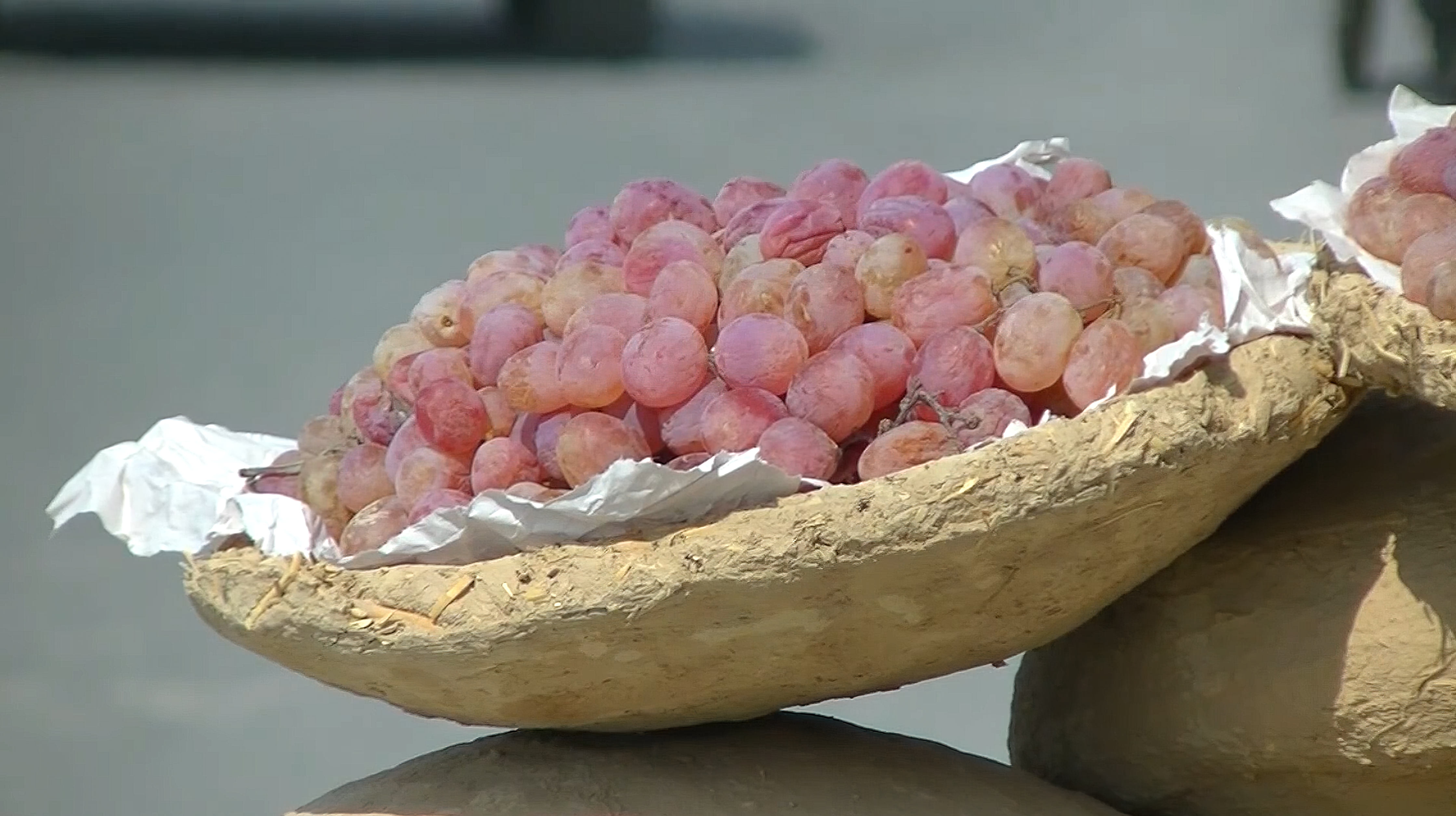
یک کنگینه

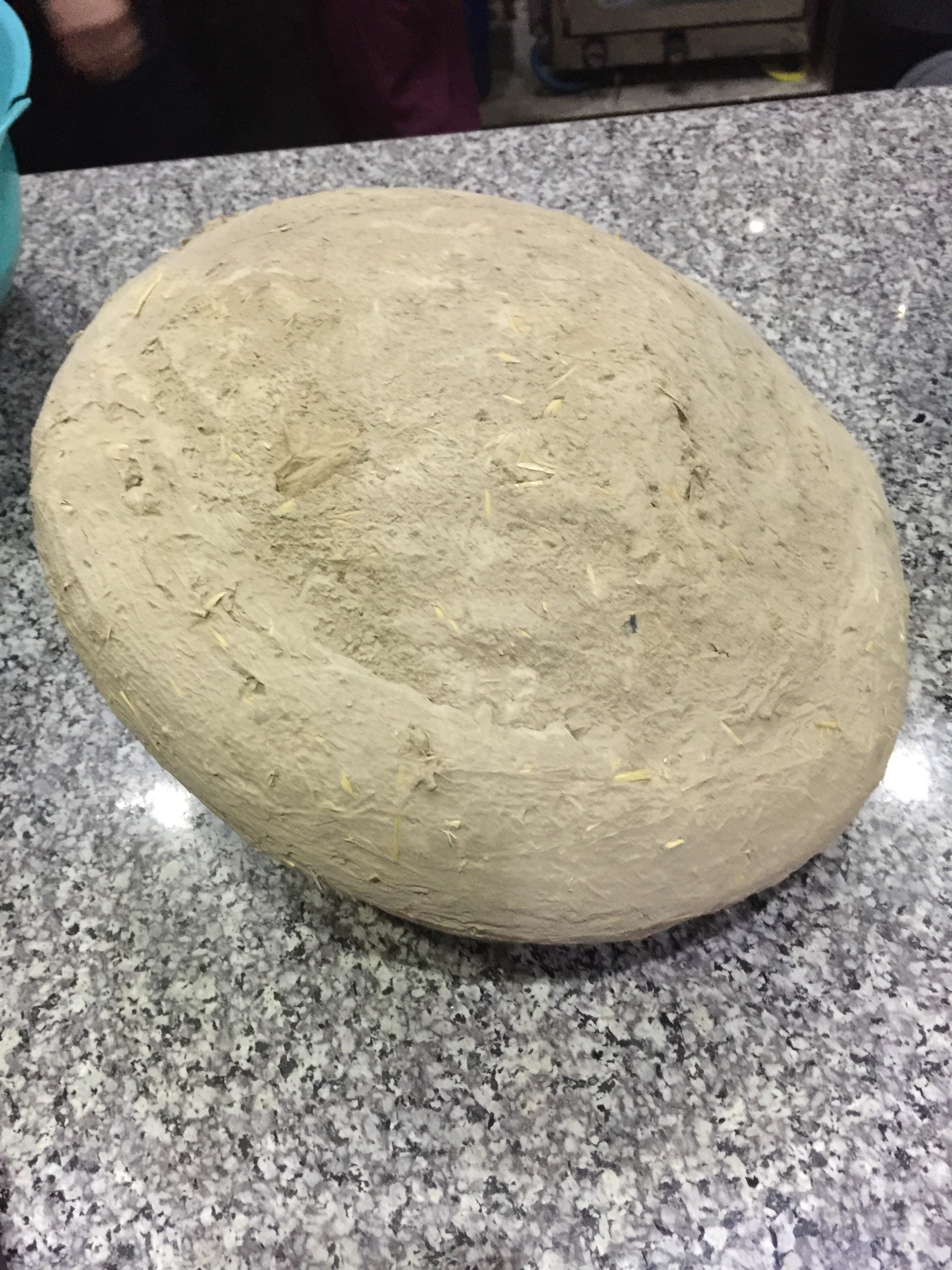
کنگینه بسته